# 埃尔克·卡尔
埃尔克·卡尔（德語：Elke Kahr；1961年11月2日—），奥地利共产党女政治家，2005年起当选格拉茨市议员，2016年至2017年任格拉茨市副市长。2021年9月26日，格拉茨市议会选举中，卡尔带领奥地利共产党击败中右翼的奥地利人民党候选人齐格弗里德·纳格尔，随后在2021年11月17日就任格拉茨市长，领导由奥地利共产党、绿党－绿色替代和奥地利社会民主党组成的格拉茨市联合政府。她是格拉茨首位女市长，也是奥地利首位共产党籍市长。